# Prionops
Prionops (helmklauwieren) is een geslacht van zangvogels uit de familie Vangidae (vanga's). Het geslacht telt acht soorten.

## Soorten
- Prionops alberti  –  Geelkuifklauwier
- Prionops caniceps  –  Roodsnavelklauwier
- Prionops gabela  –  Gabelaklauwier
- Prionops plumatus  –  Helmklauwier
- Prionops poliolophus  –  Grijskuifklauwier
- Prionops retzii  –  Retz' klauwier
- Prionops rufiventris  –  Roestbuikklauwier
- Prionops scopifrons  –  Stekelkopklauwier